# Viktor M. Kostelecký
Viktor Max Kostelecký (soms ook: Kosteletzky) (Jíkev, 24 februari 1851 – Praag, 18 mei 1899) was een Boheems componist en militaire kapelmeester. 

## Levensloop
Kostelecký kreeg zijn muzikale opleiding bij de muziekdienst van het Oostenrijks-Hongaars leger. In 1867 werd hij muzikant in de militaire muziekkapel van het Infanterie Regiment nr. 41 in Tsjernivtsi, dat toen nog Czernowitz heeft geheten. In 1887 werd hij kapelmeester van deze muziekkapel. Naast vele arrangementen schreef hij ook eigen werken voor blaasorkest, waarvan de bekendste de Subaltern (41er Regimentsmarsch), de Erzherzog-Eugen-Marsch en de mars Soldatenkinder zijn. 